# Риченго
Риченго (итал. Ricengo) — коммуна в Италии, располагается в регионе Ломбардия, в провинции Кремона.
Население составляет 1362 человека (2008 г.), плотность населения составляет 114 чел./км². Занимает площадь 12 км². Почтовый индекс — 26010. Телефонный код — 0373.
Покровителями коммуны почитаются святые апостолы Пётр и Павел.

## Демография
Динамика населения:

## Администрация коммуны
- Официальный сайт: